# 張若希
張若希（2003年9月30日—），原名張淽盈，香港女歌手，畢業於嘉諾撒聖瑪利書院，現就讀香港城市大學市場營銷系，出道歌曲《這世界沒有盡頭》。唐韋琪（Vikki）帶同旗下。同年張若希接拍TVB的電視劇《星空下的仁醫》。

## 歌曲
- 十七歲的畸歌 - 張若希

## 外部連結
- 張若希的Instagram帳戶